# 关隘
关隘，又称关卡，有两种解释。
一种是在交通要道设立的防务设施，通常是军事要地。是军事上争夺的要点。重要的关卡失守，可能意味着一方军事上的溃败。唐安史之乱初期，唐玄宗授意哥舒翰引兵出潼关，致使潼关失守，终致首都长安城失陷。
另一种是進入一個國家或地區時，設有檢查物品、證件或收稅的海關出入口或臨時檢查站。

## 中国
除了军事上的关卡外，自明代起，明清两代政府在全国各处货物集散地及水陆要冲设立关卡，收取税费。此类关卡即是税关，所收税费即是关税。

### 历史上著名关卡
- 函谷关
- 潼关
- 大散关
- 山海关
- 嘉峪关
- 虎牢关
- 陽平关
- 汜水關
- 武關
- 壹關
- 剑门关
- 葭萌關
- 涪水關
- 綿竹關
- 阳關
- 玉门關
- 居庸關
- 雁门關
- 昭關
- 仙霞關

### 秦之四塞
- 函谷关
- 萧关
- 大散关
- 武关

### 唐朝主要關口
- 潼關
- 大散關
- 渝關

### 九大名关
- 居庸关（北京市昌平县）
- 山海关（河北省秦皇岛市）
- 紫荆关（河北省易县）
- 娘子关（山西省平定县）
- 雁门关（山西省代县）
- 平型关（山西省繁峙县）
- 武胜关（河南省信阳市）
- 嘉峪关（甘肃省嘉峪关市）
- 鎮南关（今也稱友誼關，位于广西壮族自治区凭祥市，是中越边境最重要的关口之一，也是目前唯一仍在使用的关口）

### 以关作为地名
- 关中
- 关东
- 关西
- 关内
- 关外
- 嘉峪關市
- 铁门关市
- 正阳关，一个以税关命名的古镇，位于安徽省寿县正阳关镇。

## 延伸阅读
[在维基数据编辑]
 《欽定古今圖書集成·方輿彙編·坤輿典·關隘部》，出自陈梦雷《古今圖書集成》